# Jorge Alí Triana
Jorge Alí Triana Varón (Bogotà, 4 d'abril de 1942) és un actor, director i guionista colombià. Va estudiar teatre i cinema a Txecoslovàquia i a Berlín. Va ser un dels fundadors del Teatre Popular de Bogotà el 1967, començant com a director teatral, dirigint més de 50 obres. Amb el TPB va guanyar diversos premis que l'han establert com un dels directors més importants del país. També ha participat en diversos festivals de teatre i ha dirigit especials de televisió, així com en algunes sèries de Revivamos nuestra historia. Va dirigir més de 30 episodis de sèries de televisió i diversos curtmetratges.

## Director

### Cinema
- Tiempo de morir (1985)
- Edipo alcalde (1996)
- Bolívar soy yo! (2002)
- Esto huele mal (2007)

### Televisió
- Las cuatro edades del amor (1980)
- Bolívar, el hombre de las dificultades (1981)
- El cuento del domingo (1980)
- El Cristo de espaldas (1987), basada en la novel·la homònima de Eduardo Caballero Calderón
- Los pecados de Inés de Hinojosa (1988), basada en la novel·la homònima de Próspero Morales Pradilla
- Castigo divino (1991), sèrie basada en la novel·la homònima de Sergio Ramírez
- Maten al león (1991), pel·lícula per televisió basada en la novel·la homònima de Jorge Ibargüengoitia
- Los motivos de Lola (1992)
- Crónicas de una generación trágica (1993)
- Pecado santo (1995)
- Comando élite (2013)

### Teatre
- Y se armó la mojiganga
- La fiesta del chivo (2003)
- Cabaret
- La muerte de un viajante (2008)
- La increíble y triste historia de la cándida Eréndira y de su abuela desalmada [Teatro Repertorio Español - Nova York]
- Doña Flor y sus dos maridos [Teatro Repertorio Español - Nova York]
- Pantaleón y las visitadoras [Teatro Repertorio Español - Nova York]

## Actor
- La abuela (1978)... Benjamín (Televisió)
- El cuento del domingo (1980).... Diversos personatges (Televisió)
- Golpe de estadio (1998)... Doctor
- Perder es cuestión de método (2004)... Pescador
- Soñar no cuesta nada (2006)... Papa Venegas